# 金城美優
金城 美優（きんじょう みゆう、1990年9月15日 - ）は、琉球朝日放送のアナウンサー兼報道記者。

## 来歴
沖縄県那覇市出身。2009年3月、沖縄尚学高等学校・附属中学校、 2014年3月、早稲田大学社会科学部卒業。学生時代からメディア業界を目指し、取り分けアナウンサーを目指しており、同大学の放送研究会に所属し、テレビ朝日アスクに入学し、2013年のBS朝日学生キャスターを担当していた。また、学生時代、イギリスにも語学留学していた。
しかし、就職活動では放送局の内定を得られず、旅行会社に就職。しかし、メディア業界への憧れを捨てられず、1年程で同職を退職。2015年4月、宮古テレビに転職し、同年6月に初鳴き。その後、同社を退職し、2016年11月、報道記者として琉球朝日放送に移籍。
以後、報道記者兼任アナウンサーとして活動している。

## 出演番組

### 現在
- Qプラス※月、火曜、水曜キャスター
- QABニュース（不定期出演）

### 過去
学生時代
- News Access（BS朝日）

琉球朝日放送
- シリタカ! （九州朝日放送）※ANN九州沖縄地区ブロックネット番組（沖縄地区リポーター）